# Traíd
Traíd è un comune spagnolo di 29 abitanti situato nella comunità autonoma di Castiglia-La Mancia.